# 季節はずっと/スケッチブック
『季節はずっと/スケッチブック』（きせつはずっと/スケッチブック）は、ほたる日和の2作目のシングルである。2009年11月25日にフタバレコードより発売された。「季節はずっと」は、SUZUKI「新型パレット」CMソングとして制作された楽曲で、10月14日より着うたや着うたフルの配信が開始された。
CDシングルは、オリコン週間シングルランキングで最高位96位を記録。

## 概要
表題曲の1つ「季節はずっと」は、SUZUKI「新型パレット」CMソングとして放送されていた楽曲。当初はCM用に制作された15秒の楽曲であったが、用意された楽曲を聴いて全体のイメージが湧いたほたる日和側が「1曲の作品として発表したい」と提案して残りの部分を書いて完成させた。CM放送時には楽曲名・アーティスト名の表記がなかったことから、放送直後から問い合わせが殺到し、急遽発売が決定した。夏に放送されたCMでは、本作のリアレンジ・バージョン「季節はずっと〜夏の海〜」が使用され、ミニ・アルバム『みらい小説 e.p.』に収録された。ミュージック・ビデオが制作されており、監督は高木聡が務めた。
シングル発売に先駆けて、10月14日より着うたや着うたフルの配信が開始された。シングルは、2009年12月7日付のオリコン週間シングルランキングで最高96位を獲得した。
もう1曲の「スケッチブック」の歌詞には、「音楽をやることに対する覚悟」が込められている。

## 収録曲
| #         | タイトル                                         | 作詞            | 作曲              | 時間  |
| --------- | ------------------------------------------------ | --------------- | ----------------- | ----- |
| 1.        | 「季節はずっと」(SUZUKI「新型パレット」CMソング) | 李和淑 早川厚史 | 川嶋可能 早川厚史 | 5:17  |
| 2.        | 「スケッチブック」                               | 早川厚史        | 早川厚史          | 6:09  |
| 合計時間: | 合計時間:                                        | 合計時間:       | 合計時間:         | 11:26 |

## 収録アルバム
季節はずっと
- elementary
- みらい小説 e.p.（季節はずっと〜夏の海〜）
- センチメンタルマインド[7]

## チャート成績
| チャート (2009年)                         | 最高位 |
| ----------------------------------------- | ------ |
| 日本 (オリコン)                           | 96     |
| Japan Top Singles Sales (Billboard JAPAN) | 95     |